# تو كي جيمز
تو كي جيمز (بالإنجليزية: 2K Games)‏ هي شركة عالمية لتطوير وتسويق وتوزيع ونشر ألعاب فيديو، وهي تابعة لشركة تيك-تو إنترأكتيف تيك-تو إنترأكتيف
التي تمتلك أيضا شركة روك ستار التي تطور سلسلة ألعاب غراند ثفت أوتو.

## معرض صور

## الأستوديوهات
| الاسم             | السنة                 |
| ----------------- | --------------------- |
| فيراكسيس جيمز     | 2005–إلى الوقت الحالي |
| إراشيونال جيمز    | 2006–إلى الوقت الحالي |
| تو كي مارين       | 2007–إلى الوقت الحالي |
| تو كي الصين       | 2006–إلى الوقت الحالي |
| فيجوال كونسيبتس   | 2005–إلى الوقت الحالي |
| تو كي جيمز ستوديو | 2005–إلى الوقت الحالي |
| تو كي تشيك        | 2008–إلى الوقت الحالي |
| فروغ سيتي سوفتوير | 2005–2006             |
| إيندي بيلت        | 2004–2006             |
| فنوم جيمز         | 2004–2008             |
| بوب توب سوفتوير   | 1993–2006             |

## وصلة خارجية
- الموقع الرسمي

## وصلات خارجية
- الموقع الرسمي